# پیتر مک‌رابی
پیتر مک‌رابی (به انگلیسی: Peter McRobbie) (زاده ۳۱ ژانویهٔ ۱۹۴۳) بازیگر اسکاتلندی است. از فیلم‌های معروف او می‌توان به بازی در ۱۶ بلوک، حقه، اوج، بتی پیج بدنام، یک ماهی در وان حمام و جانی سوئید اشاره کرد.